# Strazhitsa (huyện)
Strazhitsa là một huyện thuộc tỉnh Veliko Tarnovo, Bungaria. Dân số thời điểm năm 2001 là 16504 người.